# 玛丽·阿德拉·布莱格

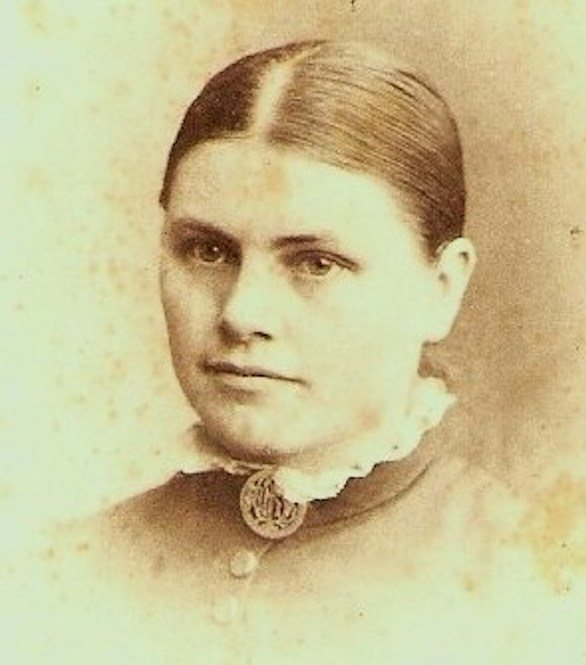

玛丽·阿德拉·布莱格(Mary Adela Blagg，1858年5月17日—1944年4月14日)是一位英国女天文学家。月球上的布莱格陨石坑就是以她的名字命名的。

## 生平
1858年5月17日，玛丽·布莱格出生在英格兰斯塔福德郡奇德尔，并一生都生活在那里。她是约翰·查尔斯·布拉格(John Charles Blagg)律师和弗朗斯·卡洛琳·福蒂特(France Caroline Foottit)的女儿。小时候，曾通过阅读她哥哥的课本自学数学，1875年被送到肯辛顿一所学校学习代数和德语。后来曾做过一段时间的周日学校教师，还担任过女子友好协会分会秘书。
中年后，她参加了由约翰·赫歇尔的孙子-哈德卡斯尔先生(J. A. Hardcastle)教授的大学进修课，逐惭对天文学产生了兴趣。她的老师建议她研究月球表面，尤其是有关制定统一月球命名系统的问题(当时主要几种月面图所命名的各种特征术语都不一致)。
1905年，她受新成立的国际院校协会(International Association of Academies)委托，编制一份月球上所有表面特征的校对清单。她与桑德先生(S. A. Saunder)共同承担了这一非常冗长乏味的工作，其研究结果于1913年发表。她的研究形成了一长串需要协会解决的差异列表。她还与特纳教授(H. H. Turner)合作，对变星做了大量研究，这些都刊登在《皇家天文学会月报》的10篇系列文章中，特纳教授承认，其中的绝大部分工作都是玛莉·布莱格做的。  
在英国皇家天文学会发表过几篇研究论文后，经特纳教授提名，她于1916年正式入选为皇家天文学会院士，成为当时同时当选的5名女性院士之一，也是该学会成立来的首批女院士。 
她解决了波得定律的傅里叶分析，迈克尔·马丁·涅托(Michael Martin Nieto)曾在《行星间距离的提丢斯-波德定律》一书中进行过详叙。
1920年，她加入了新成立的国际天文学联合会月球委员会，其主要任务是继续做标准化命名工作。为完成这一任务，她与捷克退休政府官员暨业余天文学家卡尔·穆勒(月球上的穆勒陨石坑就是以他的名字命名的)联手，在1935年共同完成了二卷标题为《已命名的月面结构》的专著，后成为该学科的标准参考书。
在她的一生中，一直从事着志愿性的工作，包括在第一次世界大战期间照料比利时难童，她最喜欢的爱好之一是下棋。1944年4月14日她在家乡去世，享年85岁。在她的讣告中，她被描述为“性格温和、腼腆，类似一位隐士”，很少出席会议。  

## 备注
1. ↑  Hockey, Thomas. . Springer Publishing. 2009  [22 August 2012]. ISBN 978-0-387-31022-0.
2. ↑   (PDF).
3. ↑  Whitaker, Ewen A. . Cambridge University Press. 1999. ISBN 0-521-54414-9.